# Détective Conan : L'Exécutant de Zero
Détective Conan : L'Exécutant de Zero (名探偵コナン ゼロの執行人, Meitantei Konan: Zero no shikkōnin) est un film d'animation japonais réalisé par Yuzuru Tachikawa, sorti le 13 avril 2018 au Japon.
Il s'agit du 22e film tiré du manga Détective Conan de Gōshō Aoyama. Il totalise près de 80 millions $ de recettes au Japon et est deuxième du box-office japonais de 2018, toutes nationalités confondues.

## Synopsis
Le nouvel établissement Edge of Ocean, situé dans la baie de Tokyo, se prépare à accueillir un sommet important. Le 1er mai, durant la cérémonie d'ouverture, plus de 22 000 policiers sont chargés de la sécurité du bâtiment lorsqu'une grande explosion a lieu. L'inspecteur Tōru Amuro est le premier arrivé sur place. Conan suspecte ce mystérieux policier qui semble se déplacer en secret. Les empreintes digitales trouvées sur les lieux du crime correspondent à celles de Kogoro Mouri, un ancien policier, qui est arrêté. 
Conan apprend par la suite un incident ayant eu lieu autrefois pendant lequel Amuro aurait forcé un suspect à se suicider. De plus, pendant l'enquête sur Kogoro, une autre explosion terroriste a lieu à Tokyo. Tandis que Conan et la police s'approchent de la conspiration entourant l'affaire, il est confirmé que le jour du sommet est aussi celui lors duquel le vaisseau spatial sans pilote Hakuchō rentrera sur Terre après une mission sur Mars.

## Distribution
- Minami Takayama : Conan Edogawa[1]
- Wakana Yamazaki : Ran Mōri[1]
- Rikiya Koyama : Kogorō Mōri[1]
- Tōru Furuya : Rei Furuya, alias Tōru Amuro
- Megumi Hayashibara : Ai Haibara
- Yukiko Iwai : Ayumi Yoshida
- Ikue Otani : Mitsuhiko Tsuburaya
- Wataru Takagi : Genta Kojima
- Gara Takashima (en) : Eri Kisaki
- Yukimasa Kishino : Hyōe Kuroda
- Nobuo Tobita (en) : Yūya Kazami
- Aya Ueto : Kyōko Tachibana
- Hanamaru Hakata (en) : Fumikazu Haba
- Miina Tominaga (en) : Sayoko Iwai
- Tokuyoshi Kawashima (en) : Makoto Kusakabe